# 나츠키 마리
나쯔키 마리(일본어: 夏木 マリ, 1952년 5월 2일 ~ )는 일본의 배우, 가수이다.

## 출연

### 애니메이션
- 바람을 본 소년 (2000) 모니카 역
- 센과 치히로의 행방불명 (2001) 유바바, 제니바 역
- 아타고올은 고양이의 숲 (2006) 피레아 역

### 영화
- 사무라이 픽션 (1998)
- 핑퐁 (2002)
- 칠석의 여름 (2003)
- 사쿠란 (2007)
- 양지의 그녀 (2013) - 오오시타 역
- 살아가는 거리 (2018)
- 센과 치히로의 행방불명: 라이브 온 스테이지 (2022) - 유바바 / 제니바 역 (공연)

### 드라마
후지 TV
- 의룡
  - 의룡 1 (2006)
  - 의룡 2 (2007)
  - 의룡 3 (2010)
  - 의룡 4 (2014)
- 퍼스트 키스 (2007)
- 여름의 사랑은 무지개빛으로 빛난다 (2010)
- 이름을 잃어버린 여신 (2011)
- PRICELESS~있을 리 없잖아, 그런 거!~ (2012)
- 몽타주 3억엔 사건 기담 (2016)

TBS
- 야행 관람차 (2013)
- 저 결혼 못 하는게 아니라, 안 하는 겁니다 (2016)

NHK
- 꽃 피는 내일 (2014)

NTV
- 임상범죄학자 히무라 히데오의 추리 (2014)